# Winthemia
Winthemia is een geslacht van vliegen (Brachycera) uit de familie van de sluipvliegen (Tachinidae). De wetenschappelijke naam van het geslacht is voor het eerst geldig gepubliceerd in 1830 door Robineau-Desvoidy.

## Soorten
- W. abdominalis (Townsend, 1919)
- W. andersoni Guimaraes, 1972
- W. antennalis Coquillett, 1902
- W. aurifrons Guimaraes, 1972
- W. bohemani (Johan Wilhelm Zetterstedt, 1844)
- W. borealis Reinhard, 1931
- W. cecropia (Riley, 1870)
- W. citheroniae Sabrosky, 1948
- W. cruentata (Rondani, 1859)
- W. datanae (Townsend, 1892)
- W. deilephilae (Osten Sacken, 1887)
- W. duplicata Reinhard, 1931
- W. erythrura (Meigen, 1838)
- W. floridensis Guimaraes, 1972
- W. fumiferanae Tothill, 1912
- W. imitator Reinhard, 1931
- W. infesta (Williston, 1885)
- W. intermedia Reinhard, 1931
- W. intonsa Reinhard, 1931
- W. jacentkovskyi Mesnil, 1949
- W. leucanae (Kirkpatrick, 1861)
- W. manducae Sabrosky and DeLoach, 1970
- W. militaris (Walsh, 1861)
- W. montana Reinhard, 1931
- W. occidentis Reinhard, 1931
- W. okefenokeensis Smith, 1916
- W. ostensackenii (Kirkpatrick, 1861)
- W. pilosa (Villeneuve, 1910)
- W. polita Reinhard, 1931
- W. pruinosa Gil, 1931
- W. quadripustulata (Fabricius, 1794)
- W. reinhardi Guimaraes, 1972
- W. rufiventris (Macquart, 1849)
- W. rufopicta (Bigot, 1889)
- W. sabroskyi Guimaraes, 1972
- W. sinuata Reinhard, 1931
- W. speciosa (Egger, 1861)
- W. texana Reinhard, 1931
- W. variegata (Meigen, 1824)
- W. venusta (Meigen, 1824)
- W. vesiculata (Townsend, 1916)